# Мотоцикл з коляскою

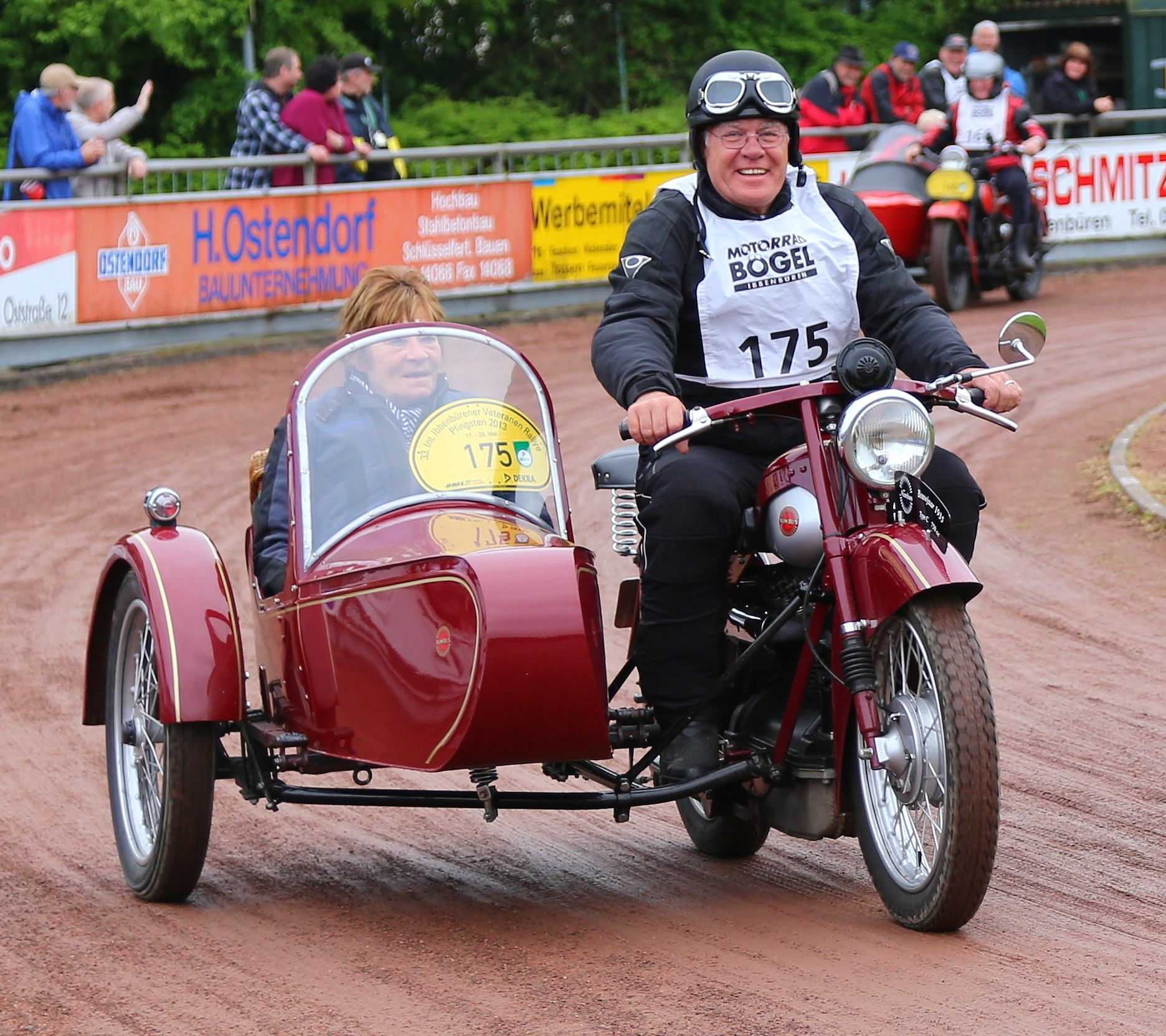
Мотоцикл Nimbus Type C 1935 року

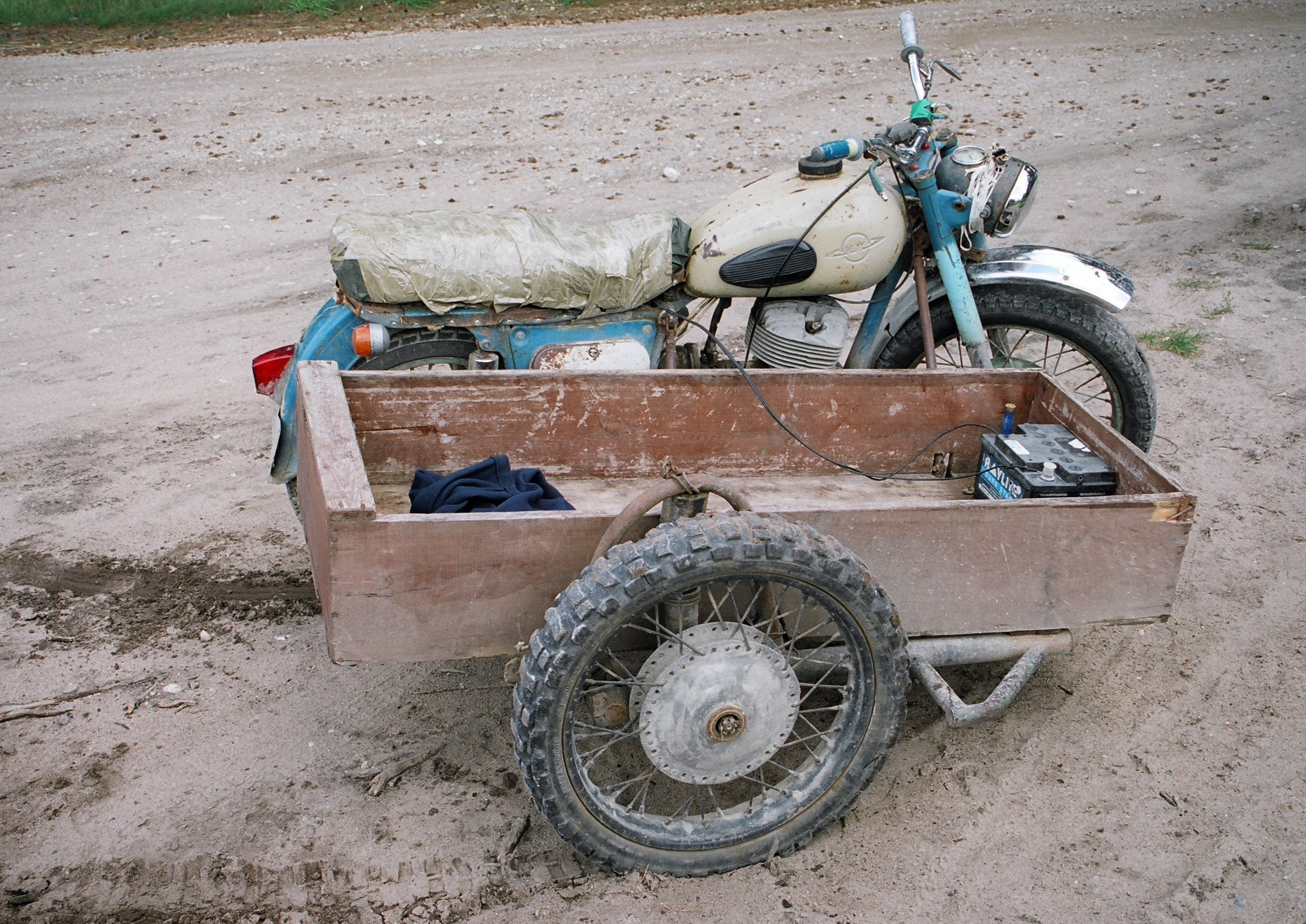
Мотоцикл Іж Планета-2, встановлений саморобний дерев'яний кузов.

Мотоцикл з коляскою (розм. — мотоцикл з люлькою) — триколісний транспортний засіб, що складається з двоколісного мотоцикла і жорстко приєднаної до нього збоку коляски (бокового причепа) з одним колесом.
Використовувався як у мирному житті, так і у армії.
Раніше мотоцикли з коляскою були популярні як дешевий замінник легкового автомобіля, але зараз їх випуск невеликий.

## Інтернет-ресурси
- Edmund Peikert, Eduard-Max Schmidt, Gunnar Carell: Leitfaden für Freunde des Gespannfahrens. [Архівовано 29 січня 2018 у Wayback Machine.] (pdf; 2,0 MB) englische Version der 4. Auflage 1988
- Seite der Interessengemeinschaft Gespannrennen [Архівовано 4 січня 2019 у Wayback Machine.]
- Seite der Zeitschrift Motorrad-Gespanne [Архівовано 9 грудня 2021 у Wayback Machine.]
- Schwenker-Gespann (Video) [Архівовано 14 лютого 2016 у Wayback Machine.]